# Ditomyia euzona
Ditomyia euzona är en tvåvingeart som beskrevs av Friedrich Hermann Loew 1870. Ditomyia euzona ingår i släktet Ditomyia och familjen hårvingsmyggor. Inga underarter finns listade i Catalogue of Life.